# Hunkpapas

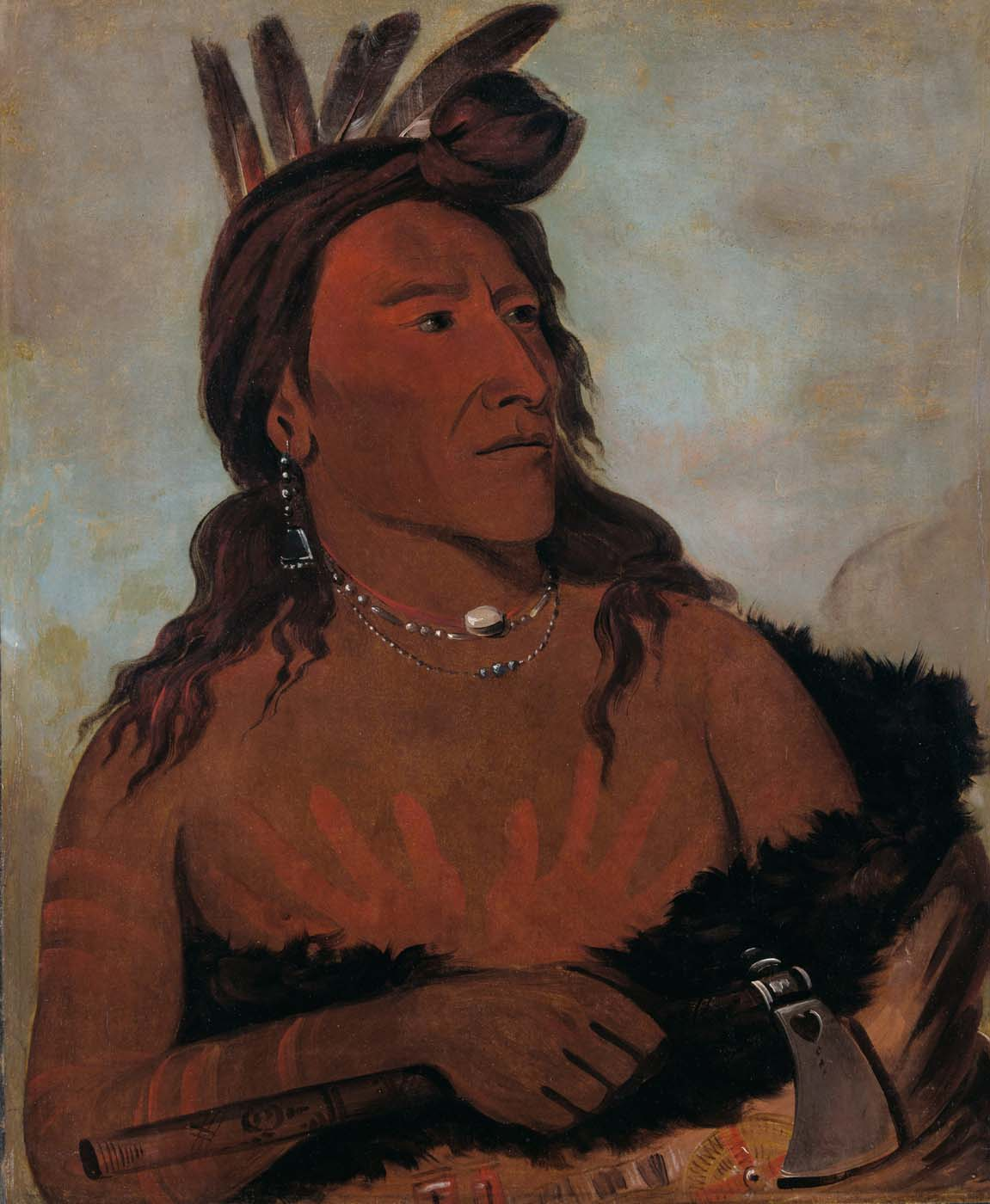
Portrait d'un Hunkpapa par George Catlin.

Les Hunkpapas constituent l'un des sept clans qui forment la tribu Lakota.
Pendant les années 1870, quand les Indiens du Midwest combattaient les États-Unis, ils vinrent en renfort et se battirent aux côtés de Sitting Bull lors de la bataille de Little Bighorn.
Hunkpapa signifie « ils campent à l'entrée ». Les Hunkpapas vivent actuellement dans la réserve de Standing Rock (Dakota du Sud et Dakota du Nord, aux États-Unis). Les plus célèbres d'entre eux furent Sitting Bull, Rain In The Face, Iron Tail, Gall, High Bear, White Bull, et One Bull.